# Olympische Jugend-Sommerspiele 2018/Teilnehmer (Puerto Rico)
| Gelbes Symbol für Goldmedaillen mit stilisierten Olympischen Ringen | Graues Symbol für Silbermedaillen mit stilisierten Olympischen Ringen | Braundes Symbol für Bronzemedaillen mit stilisierten Olympischen Ringen |
| ------------------------------------------------------------------- | --------------------------------------------------------------------- | ----------------------------------------------------------------------- |
| —                                                                   | 1                                                                     | 2                                                                       |

Die Jugend-Olympiamannschaft aus Puerto Rico für die III. Olympischen Jugend-Sommerspiele vom 6. bis 18. Oktober 2018 in Buenos Aires (Argentinien) bestand aus 22 Athleten.

## Athleten nach Sportarten

### Beachvolleyball
| Mädchen - Allanis Navas - María González 5. Platz | Jungen - Randall Santiago - William Rivera 17. Platz |

### Boxen
Jungen
- Jancarmelo Nieves
Halbschwergewicht: 5. Platz
- Alvin Canales
Schwergewicht: Bronze

### Fechten
Jungen
- Hudson Santana
Säbel Einzel: 10. Platz
Mixed: 7. Platz (im Team Amerika 2)

### Gewichtheben
| Mädchen - Adamaris Santiago Bantamgewicht: 4. Platz | Jungen - Delvin Báez Superschwergewicht: 7. Platz |

### Judo
| Mädchen - Sairy Colón Klasse bis 52 kg: 5. Platz Mixed: 9. Platz (im Team Seoul) | Jungen - Adrián Medero Klasse bis 55 kg: 9. Platz Mixed: 5. Platz (im Team Atlanta) |

### Karate
Mädchen
- Janessa Fonseca
Kumite über 59 kg: 5. Platz

### Leichtathletik
Jungen
- Luis Rodríguez
100 m: 20. Platz
- Carlos Vilches
1500 m: 13. Platz
- Jorge Contreras
Diskuswurf: Silber
- Jan Moreu
5 km Gehen: Bronze

### Schwimmen
Jungen
- Jarod Arroyo
200 m Freistil: 26. Platz
400 m Freistil: 29. Platz
200 m Brust: 19. Platz
200 m Schmetterling: 18. Platz
200 m Lagen: 10. Platz

### Tischtennis
Mädchen
- Adriana Díaz
Einzel: 9. Platz
Mixed: 9. Platz (mit Nicolás Burgos  Chile)

### Turnen

#### Gymnastik
| Mädchen - Kryxia Alicea Einzelmehrkampf: DNF Boden: 18. Platz Pferd: 24. Platz Stufenbarren: DNS Schwebebalken: 26. Platz Mixed: 7. Platz (im Team Rot) | Jungen - Michael Torres Einzelmehrkampf: 24. Platz Boden: 27. Platz Pferd: 23. Platz Barren: 15. Platz Reck: 32. Platz Ringe: 26. Platz Seitpferd: 17. Platz Mixed: 8. Platz (im Team Blau) |

#### Akrobatik
- Daniela González
- Adriel González
11. Platz
Mixed: 10. Platz (im Team Braun)